# 小行星23284
小行星23284（23284 Celik）是一颗绕太阳运转的小行星，为主小行星带小行星。该小行星于2000年12月20日发现。

## 轨道参数
小行星23284的轨道半长轴为364 374 138 km，2.4356560 UA，离心率为0.165。